# Lüdinghauser Tor

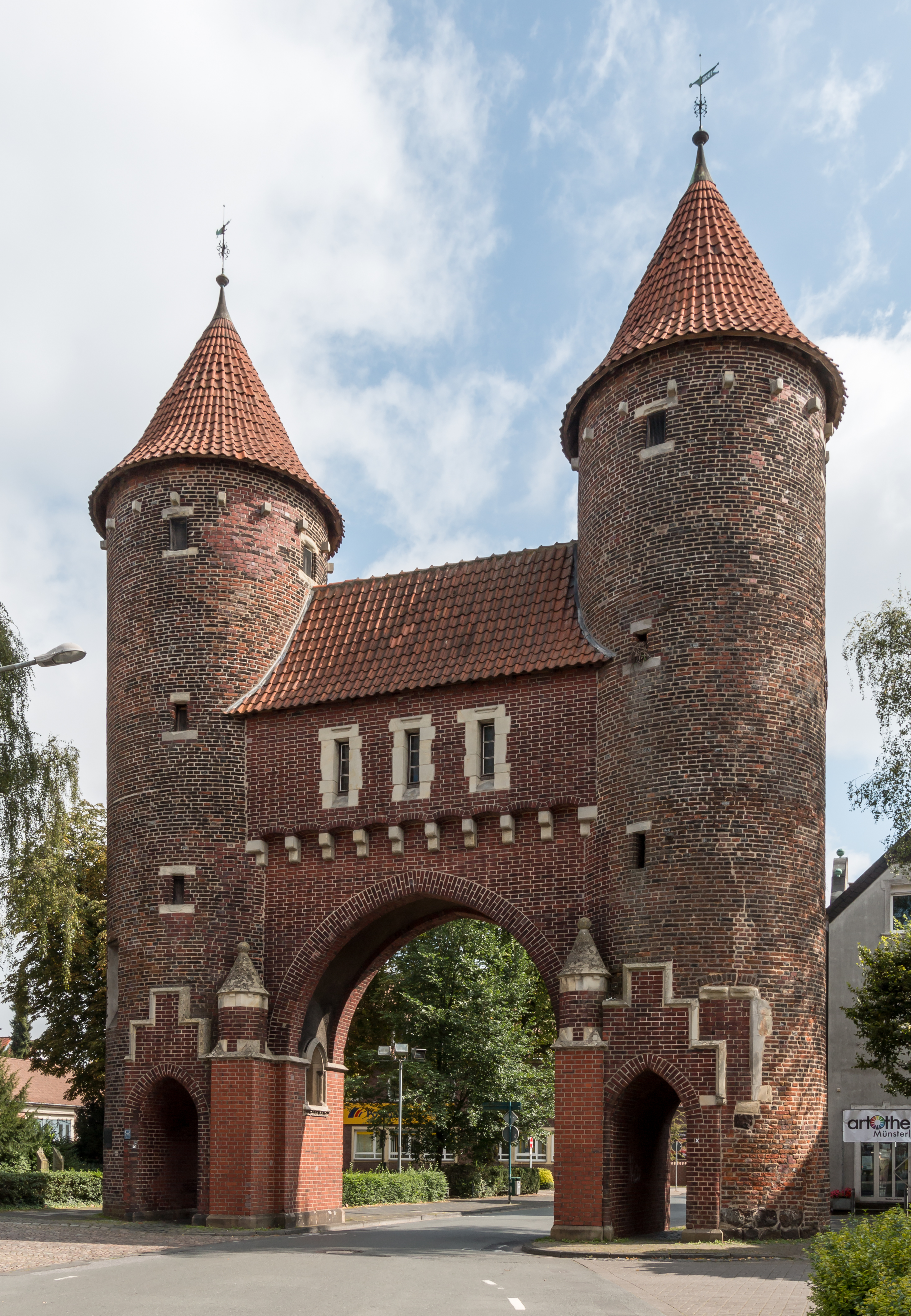
Lüdinghauser Tor in Dülmen (stadtauswärts)

Das Lüdinghauser Tor ist ein Bestandteil der ehemaligen Stadtbefestigung von Dülmen. Es befindet sich am Ausgang der Dülmener Innenstadt an der Lüdinghauser Straße in Richtung Lüdinghausen.
Das Lüdinghauser Tor ist das Wahrzeichen von Dülmen.

## Geschichte
Das Tor (oder auch Lüdinghauser Pforte oder Ludinchuser Porten) wurde wahrscheinlich im 14. Jahrhundert als hölzernes Tor im Rahmen der Stadtbefestigung errichtet. Die steinernen Türme wurden Ende des 15. Jahrhunderts errichtet, wobei als Verbindung ein hölzerner Wehrgang diente. An den Toren und Mauern wurden Geschütze errichtet, zwei davon standen ab 1584 am Lüdinghauser Tor. Der Wehrgang wie das zwischenzeitlich errichtete Torgebäude verschwanden mit der Zeit. Das Pförtnerhaus wurde 1836 abgerissen, als die Erhebung von Wegegeld untersagt wurde. Bis 1906 diente einer der Türme zudem als Stadtgefängnis.
Bereits Mitte des 19. Jahrhunderts galten die Türme des Lüdinghauser Tors als Verkehrshindernis, jedoch verbot die Regierung den Abriss. Im Zuge des Verbots wurde erst in den westlichen, später dann in den östlichen Turm ein Fußgängerdurchgang gebrochen. 1908 wurden im Rahmen der Vorbereitung auf das 600-jährige Stadtjubiläum 1911 die beiden Türme neu eingedeckt und auch die steinerne Verbindung als charakteristischer Mittelbau errichtet.
Das Lüdinghauser Tor wurde von den Nationalsozialisten von 1938 bis 1945 als Stadtwappen (statt des Kleeblattkreuzes) eingesetzt. Mit dem Wiederaufbau nach der Zerstörung im Zweiten Weltkrieg erhielt das Tor seine heutige Sonderstellung – und ist immer noch ein Verkehrshindernis.

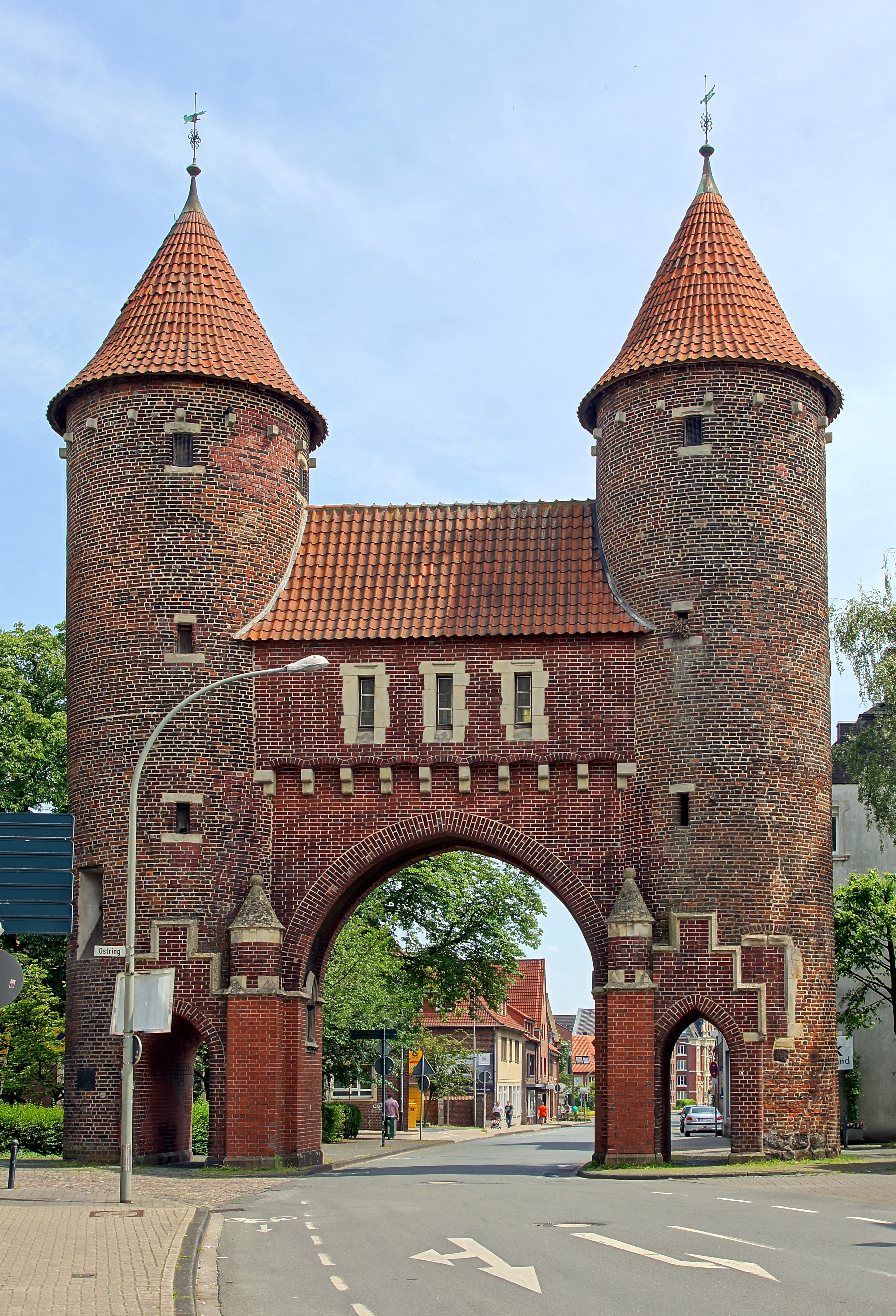
Ansicht stadtauswärts
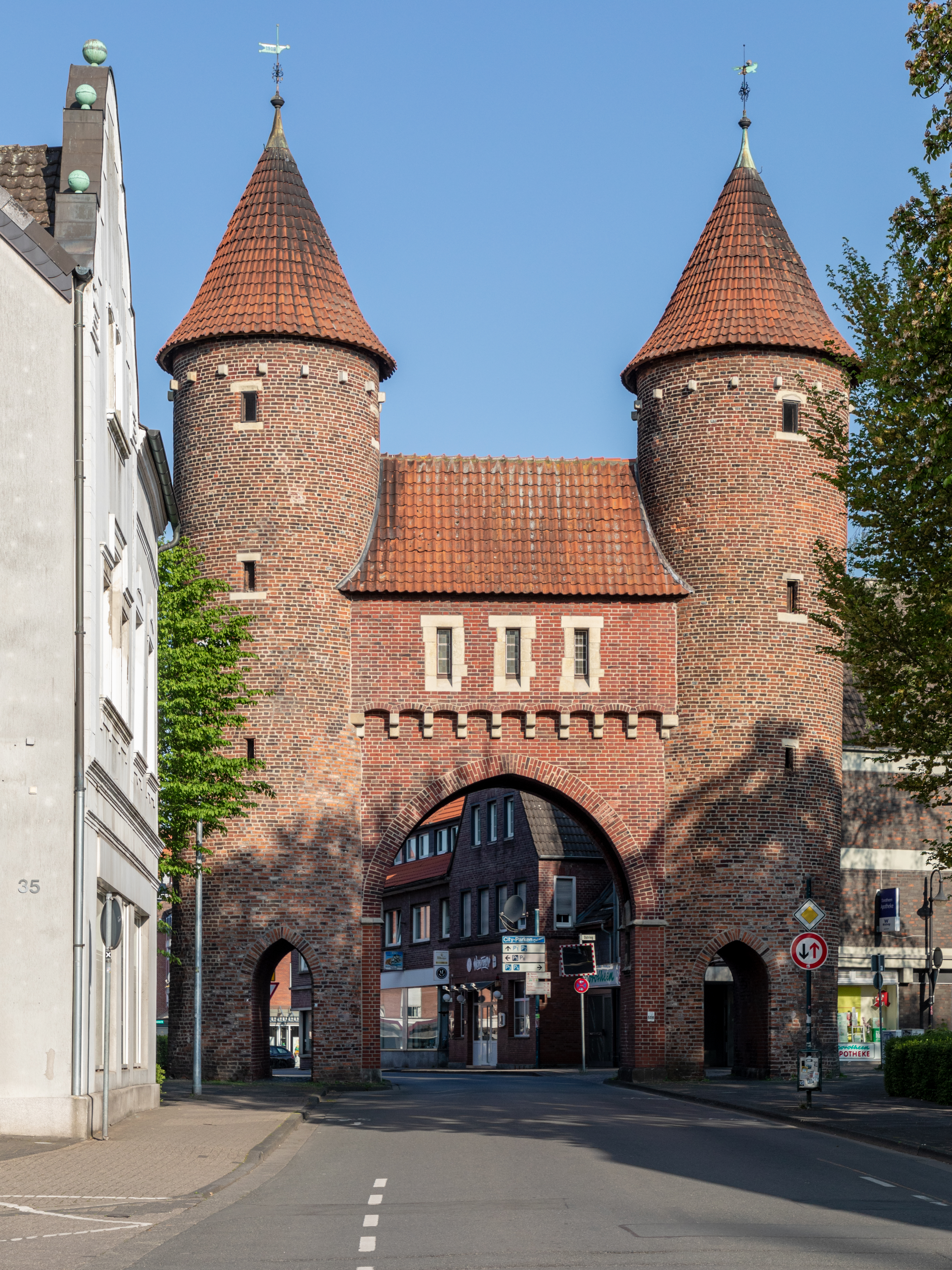
Ansicht stadteinwärts
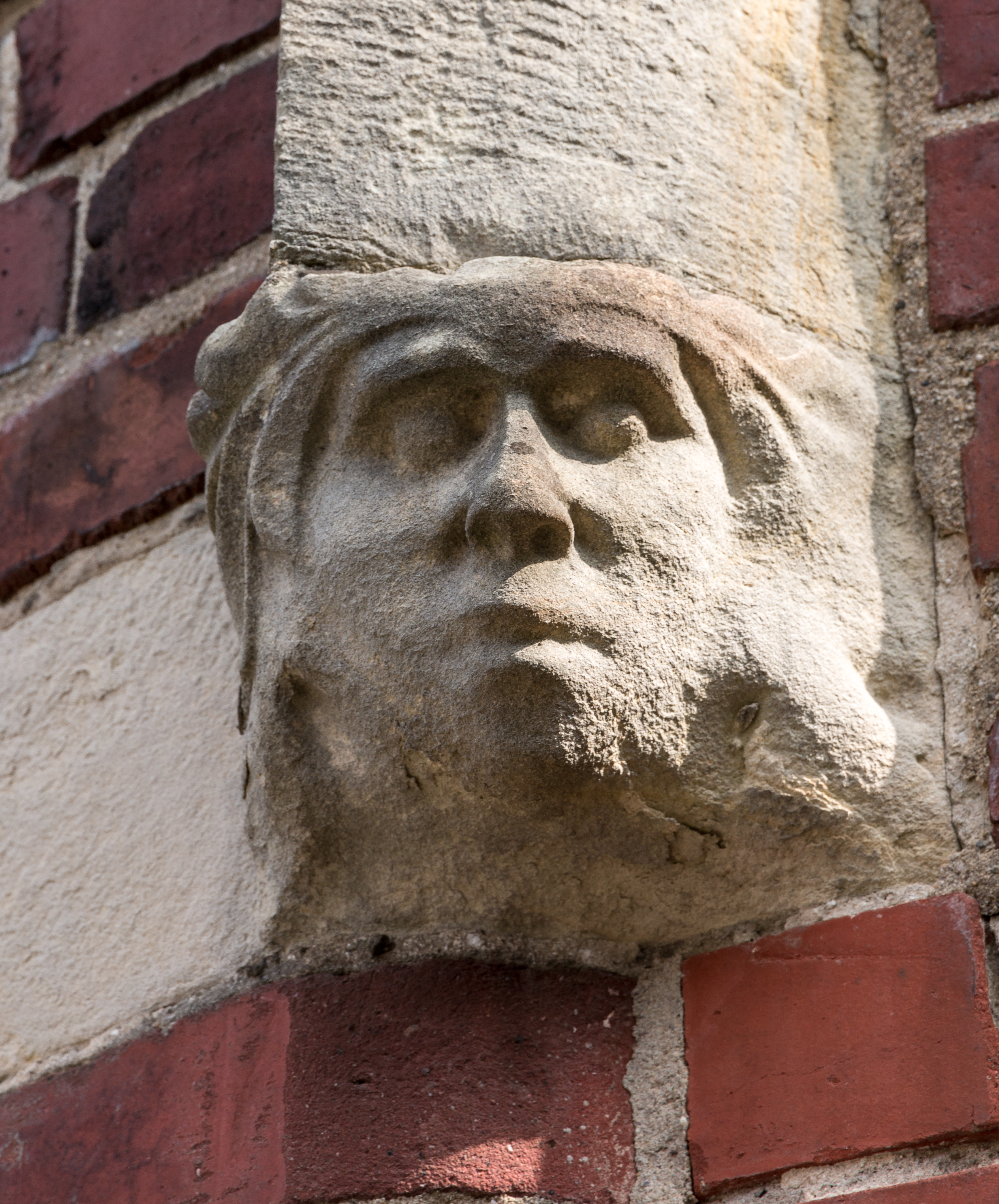
Detail am Westturm
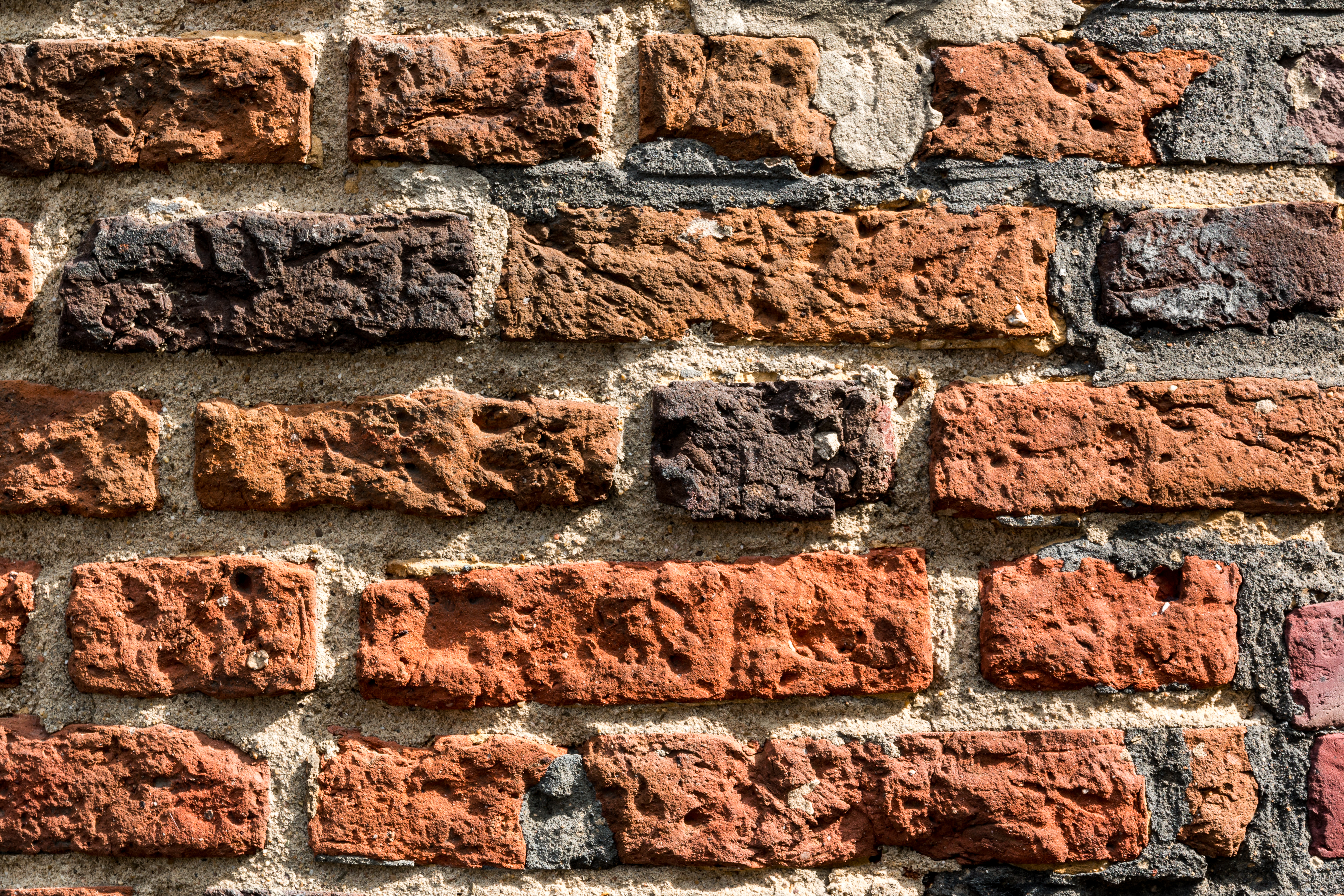
Ausschnitt aus dem Mauerwerk
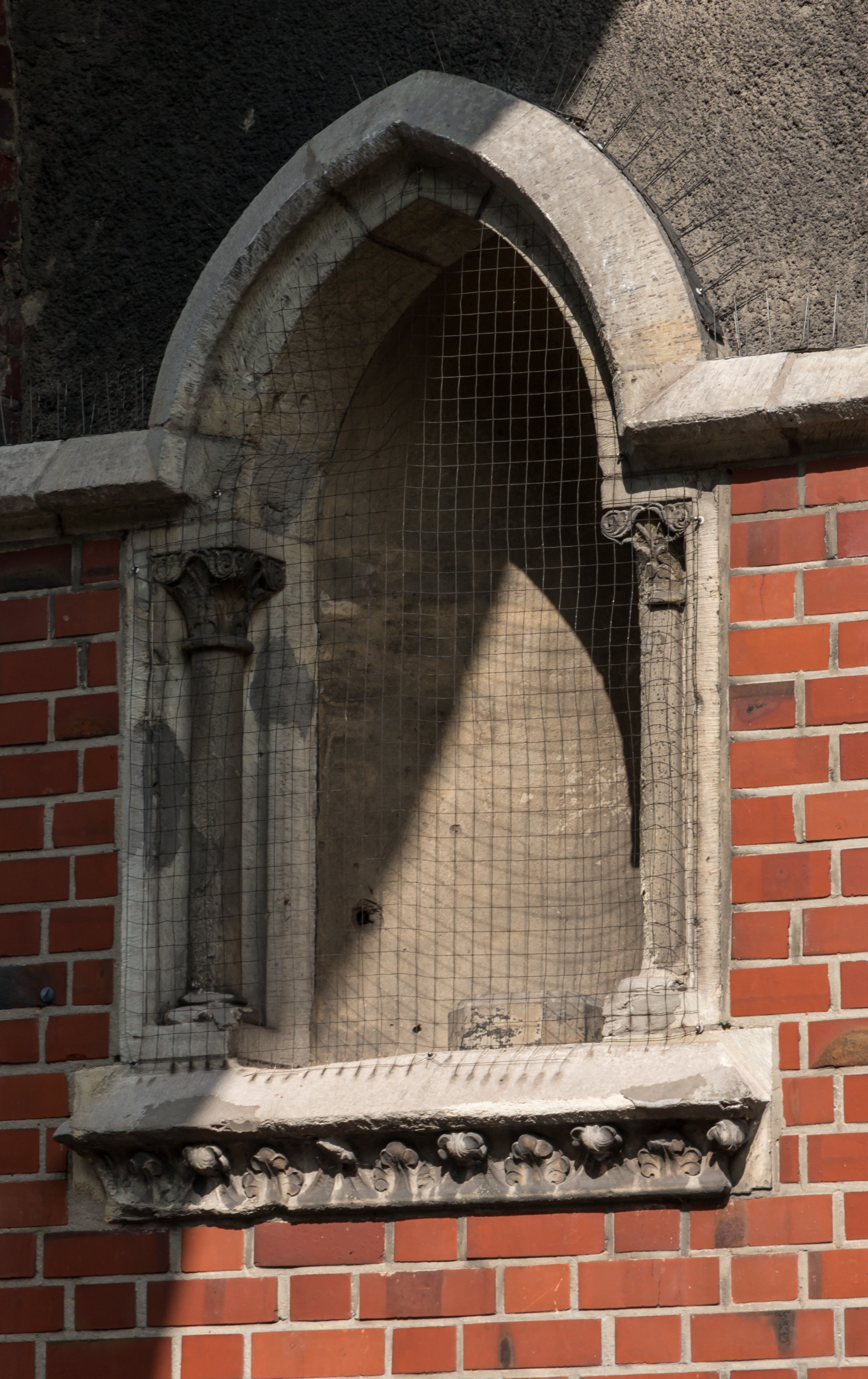
Detail in der Durchfahrt
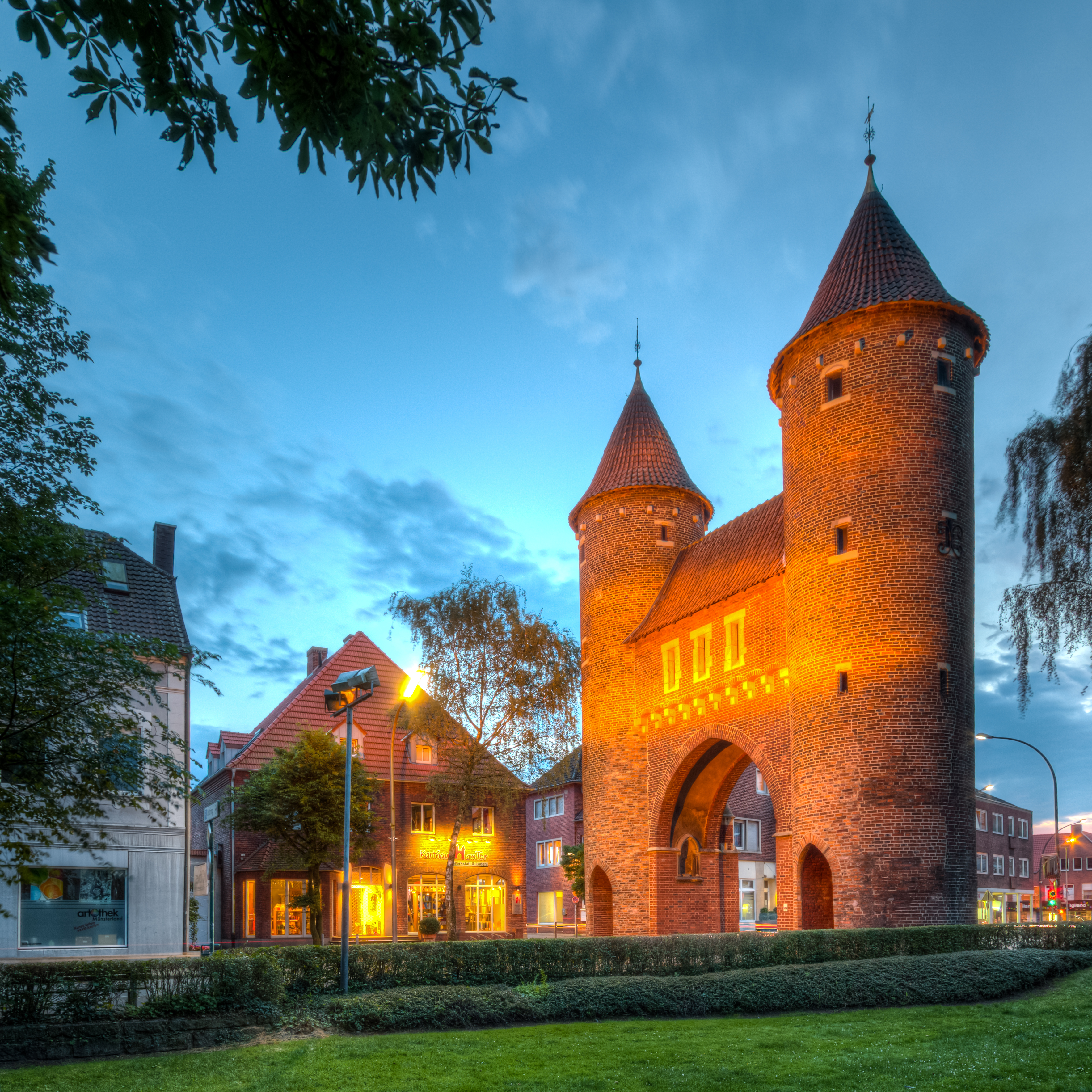
Beleuchtung bei Nacht